# Sanne de Regt
Sanne de Regt (Goes, 15 april 1982) is een Nederlandse miss. Zij deed in 2003 mee aan de Miss Nederland-verkiezing, waar ze Miss Nederland 2003/2004 werd.
Ze deed in 2003 als Miss Zeeland 2003/2004 mee met de Miss Nederland-verkiezingen. Zij werd op 19 oktober 2003 in Aalsmeer unaniem als Miss Nederland verkozen. In beide gevallen was haar opvolgster Miranda Slabber.
Tegenwoordig houdt De Regt zich bezig met presenteerwerk. Ze werkt freelance voor www.maximaal.nl en presenteert daar haar eigen lifestyleprogramma.
De Regt is getrouwd met acteur Christophe Haddad.